# André Bailly
Pour les articles homonymes, voir Bailly.
André Bailly, né le 11 février 1942 et mort le 22 février 2023, est un homme politique belge, membre du Parti socialiste.

## Biographie
Il est instituteur primaire ; diplômé d'Études supérieures de Pédagogie ; certificat d'aptitude à la fonction d'Inspecteur cantonal ; ancien inspecteur principal.

## Carrière politique
- Conseiller communal à Pepinster (2006-2012)
- 2001-2004 : Député wallon et de la Communauté française en suppléance d'Edmund Stoffels
- Bourgmestre (1984-2006) de Pepinster